# طرد القطرات الصوتية
تَسْتَخْدَمُ طَرْدُ الْقَطَرَاتِ الصَّوْتِيَّةِ نَبْضًا مِنْ الْمَوْجَاتِ فَوْقَ الصَّوْتِيَّةِ لِتَحْرِيكِ كَمِّيَّاتٍ مُنْخَفِضَةٍ مِنْ السَّوَائِلِ (عَادَةً نَانُولْتَرْ أَوْ بِيكُولْتَرْ) دُونَ أَيِّ اتِّصَالٍ جَسَدِيٍّ. تُرَكِّزُ هَذِهِ التِّقْنِيَّةُ الطَّاقَةَ الصَّوْتِيَّةَ فِي عَيِّنَةِ سَائِلٍ لِإِخْرَاجِ قَطَرَاتٍ صَغِيرَةٍ مِثْلَ بِيكُولْتَرْ. تُعَدُّ تِقْنِيَّةُ طَرْدِ الْقَطَرَاتِ الصَّوْتِيَّةِ عَمَلِيَّةً لَطِيفَةً لِلْغَايَةِ، وَيُمْكِنُ اسْتِخْدَامُهَا لِنَقْلِ الْبُرُوتِينَاتِ وَالْحَمْضِ النَّوَوِيِّ عَالِي الْوَزْنِ الْجُزَيْئِيِّ وَالْخَلَايَا الْحَيَّةِ دُونَ الْإِضْرَارِ أَوْ فِقْدَانِ الصَّلَاحِيَّةِ. تَجْعَلُ هَذِهِ الْمِيزَةُ التِّكْنُولُوجْيَا مُنَاسِبَةً لِمَجْمُوعَةٍ مُتَنَوِّعَةٍ مِنْ التَّطْبِيقَاتِ بِمَا فِي ذَلِكَ الْبُرُوتِينَاتِ وَالْمُقَايَسَاتُ الْقَائِمَةُ عَلَى الْخَلِيَّةِ.

## التاريخ
تم الإبلاغ عن طرد القطيرات الصوتية لأول مرة في عام 1927 من قبل روبرت دبليو وود وألفريد لوميس، الذين لاحظوا أنه عندما تم غمر مولد صوتي عالي الطاقة في حمام زيت، تشكلت كومة على سطح الزيت، مثل «بركان مصغر» يقذف تيارًا مستمرًا من القطرات. تظهر التموجات التي تظهر في كوب من الماء موضوعة على مكبر صوت مرتفع أنه يمكن تحويل الطاقة الصوتية إلى طاقة حركية في سائل. إذا تم رفع الصوت بدرجة كافية، فسوف تقفز القطرات من السائل. تم تحسين هذه التقنية في السبعينيات والثمانينيات من قبل شركة زيروكس وآي بي إم، ومؤسسات أخرى لتوفير قطرة واحدة عند الطلب لطباعة الحبر على الصفحة. تستغل شركتان مقرهما كاليفورنيا وهما إي دي سي بيوسيستمز إنكوايرر (بالإنجليزية: EDC Biosystems Inc)‏ ولابسيت إنكوايرر (بالإنجليزية: Labcyte Inc)‏ التي تم الاستحواذ عليهما لاحقًا من قبل شركة بيكمان كولتر (بالإنجليزية: Beckman Coulter)‏ الطاقة الصوتية لوظيفتين منفصلتين: أولًا كجهاز نقل سائل وثانيًا كجهاز للتدقيق السائل.

## آلية الطرد
لِإِخْرَاجِ قَطِيرَةَ، يَقُومُ مُحَوِّلُ الطَّاقَةِ بِتَوْلِيدِ وَنَقْلِ الطَّاقَةِ الصَّوْتِيَّةِ إِلَى بِئْرِ الْمَصْدَرِ. عِنْدَمَا تَتَرَكَّزُ الطَّاقَةُ الصَّوْتِيَّةُ بِالْقُرْبِ مِنْ سَطْحِ السَّائِلِ، تَتَشَكَّلُ كَوْمَةٌ مِنْ السَّائِلِ وَتَخْرُجُ قَطْرَةً. يَتَغَيّرُ قَطَرُ الْقَطْرَةِ عَكْسِيًا مَعَ تَرَدُّدِ الطَّاقَةِ الصَّوْتِيَّةِ - تُنْتِجُ التَّرَدُّدَاتُ الْأَعْلَى قَطِيرَاتٍ أَصْغَرَ. عَلَى عَكْسِ أَجْهِزَةِ نَقْلِ السَّوَائِلِ الْأُخْرَى، لَا تَلْمِسُ أَطْرَافَ الْمَاصَّةِ أَوْ أَدَوَاتُ الدَّبُوسِ أَوْ الْفُوهَاتِ سَائِلُ الْمَصْدَرِ أَوْ أَسْطُحِ الْوُجْهَةِ. طُرُقُ نَقْلِ السَّائِلِ الَّتِي تَعْتَمِدُ عَلَى تَكْوِينِ الْقَطِيرَاتِ مِنْ خِلَالِ فُتْحَةٍ، عَلَى سَبِيلِ الْمِثَالِ، الْأَطْرَافِ الَّتِي تُسْتَخْدَمُ لِمَرَّةٍ وَاحِدَةٍ أَوْ الْفُوَّهَاتِ الشِّعْرِيَّةِ، تَفْقِدُ الدِّقَّةَ دَائِمًا مَعَ انْخِفَاضِ حَجْمِ النَّقْلِ. يُوَفِّرُ النَّقْلَ الصَّوْتِيَّ بِدُونِ لَمْسٍ مُعَامِلَ اخْتِلَافٍ أَقَلَّ بِكَثِيرٍ مِنْ التِّقْنِيَّاتِ الْأُخْرَى وَمُسْتَقِلٌّ عَنْ الْحَجْمِ عِنْدَ الْمُسْتَوَيَاتِ الَّتِي تَمَّ اخْتِبَارُهَا.
يُطْلَقُ طَرْدُ الْقَطَرَاتِ الصَّوْتِيّةِ قَطِيرَةً مِنْ مَصْدَرٍ جَيِّدٍ إِلَى أَعْلَى إِلَى لَوْحَةِ اسْتِقْبَالٍ مَقْلُوبَةٍ مَوْضُوعَةٍ فَوْقَ لَوْحَةِ الْمَصْدَرِ. يَتِمُّ الْتِقَاطُ السَّوَائِلِ الْمُنْبَعِثَةِ مِنْ الْمَصْدَرِ بِوَاسِطَةِ أَلْوَاحٍ جَافَّةٍ بِسَبَبِ التَّوَتُّرِ السَّطْحِيِّ. بِالنِّسْبَةِ لِلْأَحْجَامِ الْأَكْبَرِ، يُمْكِنُ إِخْرَاجُ قَطَرَاتٍ مُتَعَدِّدَةٍ بِسُرْعَةٍ مِنْ الْمَصْدَرِ (عَادَةً مِنْ 100 إِلَى 500 قَطْرَةٍ/ثَانِيَةٍ) إِلَى الْوُجْهَةِ مَعَ مَعَامِلِ التَّبَايُنِ عَادَةً أَقَلَّ مِنْ 4٪ عَلَى مَدَى حَجْمٍ مِنْ أَمْرَيْنِ مِنْ حَيْثُ الْحَجْمُ.

## تطبيقات النقل الصوتي
التَّطْبِيقَاتُ التَّالِيَةُ هِيَ مِنْ بَيْنِ التَّطْبِيقَاتِ الَّتِي يُمْكِنُ أَنْ تَسْتَفِيدَ مِنْ مِيزَاتِ إِخْرَاجِ الْقَطَرَاتِ الصَّوْتِيَّةِ:
- غربلة عالية الإنتاجية.[18]
- نظام ميكانيكي كهربائي مصغر[19]
- فحص التصغير[20]
- القضاء على التلوث المتبادل[21]
- تقليل المخلفات البلاستيكية في البحوث البيولوجية[22]
- التحميل المباشر لمقاييس الطيف الكتلي[23]

== وصلة خارجيّة == عدد خاص بمجلة أتمتة المختبرات: تعزيز الابتكار العلمي من خلال طرد القطرات الصوتية